# Mylothris jacksoni
Mylothris jacksoni is een vlindersoort uit de familie van de Pieridae (witjes), onderfamilie Pierinae.
Mylothris jacksoni werd in 1891 beschreven door Sharpe.